# Strobilanthes bombycina
Strobilanthes bombycina är en akantusväxtart som beskrevs av Imlay. Strobilanthes bombycina ingår i släktet Strobilanthes och familjen akantusväxter. Inga underarter finns listade i Catalogue of Life.